# 田島健一
田島 健一（たじま けんいち、1973年11月28日 - ）は、東京都出身の俳人。1989年、「炎環」に入会、石寒太に師事。のち同人。また超結社「豆の木」（代表こしのゆみこ）に参加。2015年、鴇田智哉、宮本佳世乃、生駒大祐とともに季刊同人誌「オルガン」創刊。代表的な句に「西日暮里から稲妻みえている健康」「白鳥定食いつまでも聲かがやくよ」などがあり、独特の韻律感覚や明るさへの志向などが指摘される。共著に『無敵の俳句生活』『新撰21』『超新撰21』（100句入集）などがある。現代俳句協会会員。